# Качанов, Олег Юрьевич
Олег Юрьевич Качанов (род. 1959) — гражданский лётчик, российский политик и государственный деятель; кандидат экономических наук.

## Биография
Окончил Кубанский государственный университет.
Работал пилотом самолета Як-42 Краснодарского авиаотряда.

### Политическая деятельность
1990 — 6 марта 1993 — Народный депутат РСФСР, входил в состав фракции «Смена» (Новая политика)
До 21 апреля 1992 — член Совета Республики Верховного Совета РФ, член Комиссии Совета Республики Верховного Совета РФ по бюджету, планам, налогам и ценам.
1993 — 24 октября 1997 — Заместитель Председателя Госкомимущества РФ. Входил в состав
правительственных комиссий:
- Правительственной комиссии по предотвращению критических ситуаций на рынке труда в отдельных регионах (5.6.1994 — ?);
- Комиссии по вопросам религиозных объединений при Правительстве РФ (8.7.1994 — ?);
- Правительственной комиссии по социальным вопросам военнослужащих, граждан, уволенных с военной службы, и членов их семей (7.12.1996 — ?);
- по вопросам взаимодействия РФ с Организацией экономического сотрудничества и развития (15.4.1995 — 25.4.1997);

и межведомственных комиссий:
- по делам несовершеннолетних при Правительстве РФ (5.6.1994 -?);
- Российской трехсторонней комиссии по регулированию социально-трудовых отношений (17.5.1997 — ?),

а также был членом:
- Государственного экспертного совета по особо ценным объектам культурного наследия народов РФ (6.12.1996 — ?);
- коллегии представителей государства в ОАО «Аэрофлот — российские авиалинии» (14.4.1995 — 14.10.1995, 19.9.1996 — 24.7.1997);
- Совета директоров АО «Международный аэропорт Шереметьево» (3.8.1996 — ?).

### Бизнес
Является Генеральным директором ОАО «НИКОР», руководителем Коучинг-центра ЦФО по венчурному предпринимательству, Генеральным директором Управляющей Компании «Национальная инновационная корпорация», владельцем ЗАО «Управляющая компания „Ай-Мэн Кэпитал“».

## Награды
- медаль «Защитнику свободной России» (18.12.1996)